# Maccabi Bnot Ashdod
Maillots
Maccabi Bnot Ashdod est un club féminin de basket-ball israélien, localisé à Ashdod.

## Historique
Le club, qui est la section féminine du Maccabi Ashdod évolue en première division depuis 2003.
En début de saison 2009-2010, l'équipe remporte la Elizur Cup, trophée opposant le vainqueur du championnat à celui de la coupe. Le Maccabi Ashdod y participe en tant que deuxième du championnat précédent. La joueuse Yad Mordechai est nommée MVP de la compétition.
Après deux saisons terminées à la deuxième place de la ligue, le Maccabi Ashdod remporte le premier titre de champion de son histoire en s'imposant trois à deux dans la série l'opposant à Elitzur Ramla, la manche décisive étant remportée 70 à 66 en prolongation. Un mois plus tôt, le club a déjà remporté la coupe d'Israël.
Pour la saison 2012-2013, le Maccabi signe l'ailière américaine Danielle Adams pour remplacer Plenette Pierson.
En 2013-2014, Ashdod finit deuxième de la saison régulière puis remporte le titre de champion en play-offs 3 à 1 face à Elitzur Ramla.

## Palmarès
- Championnat d'Israël (5) : 2012, 2014, 2015, 2016, 2017
- Vainqueur de la coupe d'Israël (3) : 2012, 2013, 2016